# 石泉乡 (定西市)
石泉乡，是中华人民共和国甘肃省定西市安定区下辖的一个乡镇级行政单位。

## 行政区划
石泉乡下辖以下地区：
石泉村、中寺村、山庄村、合营村、竹林村、吕坪村、大坪村、下坪村、上川村、岳曲村、中坪村、中山村、石元村、湾曲村、赵河村和户峡村。